# This Is Me
"This Is Me" é uma canção cantada por Demi Lovato, com a participação de Joe Jonas, para a trilha sonora do filme Camp Rock, do Disney Channel. Foi disponibilizada em 17 de junho de 2008 no iTunes como o quarto single da trilha sonora, em uma versão acústica. Uma versão ao vivo também está contida na trilha sonora do filme Jonas Brothers: The 3D Concert Experience. "This Is Me" foi composta na tonalidade de A Menor e o vocal de Demi varia de G3 para E5.
A canção estreou em #11 da Billboard Hot 100, dos Estados Unidos, alcançando a nona posição na semana seguinte. Havia vendido 848 mil cópias no país, em novembro de 2012. Também apareceu nas paradas musicais da Austrália, Noruega, Canadá, Reino Unido e outras. Uma versão em espanhol foi gravada por Demi sem a participação de Joe, intitulada "Lo Que Soy", baseada em sua versão acústica.

## Contexto
Esta é a primeira canção que a personagem de Demi Lovato, Mitchie Torres, canta com o personagem de Joe Jonas, Shane Gray, em Camp Rock. Mitchie havia escrito a canção no começo do filme, e o trecho de uma versão acústica, tocada no piano, é ouvida por Shane, sem que ele saiba que Mitchie a canta. Ele então começa a procurar pela garota que a havia cantado. Durante o "Jam Final", Mitchie canta a versão original de "This Is Me", e Shane a completa com um trecho de Gotta Find You, que ele próprio havia escrito.

## Paradas musicais
| Parada (2008)                      | Melhor posição |
| ---------------------------------- | -------------- |
| Alemanha German Singles Chart      | 36             |
| Australian ARIA Singles Chart      | 46             |
| Áustria - Austrian Singles Chart   | 18             |
| Canadá - Canadian Hot 100          | 16             |
| Estados Unidos - Billboard Hot 100 | 9              |
| Irlanda - Irish Singles Chart      | 27             |
| Itália - Italian Singles Chart     | 37             |
| Noruega - Norwegian Singles Chart  | 12             |
| Reino Unido - UK Singles Chart     | 33             |
| Suíça - Swiss Singles Chart        | 39             |
| União Europeia - European Hot 100  | 43             |

## Lo Que Soy

### Contexto
"Lo Que Soy" é a versão em Espanhol da canção "This Is Me" da trilha-sonora do filme Camp Rock. "Lo Que Soy" foi incluída na versão deluxe do álbum de estreia de Demi Lovato "Don't Forget". A canção inclui parte de "Gotta Find You", mas não é interpretado por Joe Jonas.

### Videoclipe
O videoclipe consiste em cenas de Demi Lovato cantando e tocando piano. No vídeo aparece cenas de Camp Rock. O videoclipe estreou no Disney Channel na Espanha, Portugal e alguns países da América Latina, o vídeo foi dirigido por Edgar Romero.